# Верхнє (Лисичанськ)

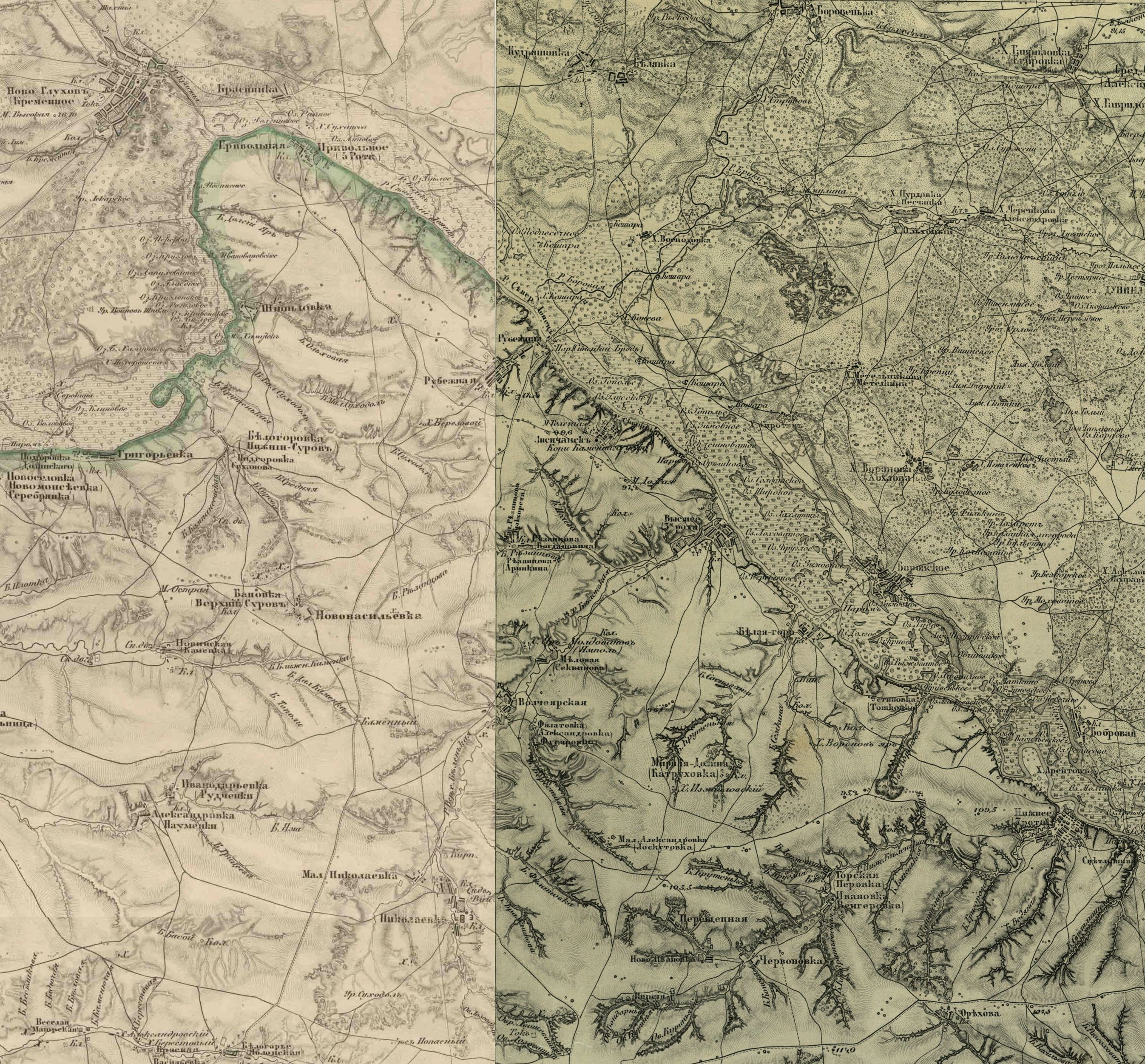
Вище (3-я Рота) розташоване південніше села Лисичанське

Вище, 3-я рота, Верхнє — колишня запорозька слобода Біленька, Кальміуської паланки, Третя рота Слов'яносербії у складі Російської імперії, селище і місто Верхнє в складі УРСР. З 1965 року частина міста Лисичанськ.

## Історія
На 1859 рік село Вище, над Сіверським Дінцем належало гірничому відомству уряду Російської імперії. Тут було 218 господ, 1747 осіб, православна церква.
В 1917 р. місцеве товариство «Просвіта» висловило протест проти невключення Катеринославської губернії до складу автономної України згідно з Другим Універсалом Української Центральної Ради.
Станом на 1926 р. до складу Верхнянської селищної ради входили: с. Верхнє, з. шл. Будка 88 в., з. шл. Будка 89 в., з. шл. Будка 134 км., з. шл. стан. Вовчоярська, Донецький содовий з-д, Євгеніївський руд., Цегельня, Лісова сторожа і пасіка Єзерського, д. Мирна Долина (Катрух.), Верхнянське с. г. т-во «Горо́д», Радгосп «Мирна Долина», цементний з-д «Комінтерн», вис. Чехировий гай. Населення складало 15,963 чоловік, а села Верхнє — 11,145.
В 1938 році дістало статус міста, 1965 року ввійшло до складу сусіднього Лисичанська.

## Вулиці
Вулиці: Сосюри, Хмельницького, Короленка, Попова Гора, Жуковського, 9-го травня, Машинобудівників, Чорноморська, Кубанська, Красна, Жовтнева, Корольова, Лагоди, Польова, Героїв-рятувальників, Поетична.

## Населення
| Динаміка зміни кількості населення в 1775—1959 рр. | Динаміка зміни кількості населення в 1775—1959 рр. | Динаміка зміни кількості населення в 1775—1959 рр. | Динаміка зміни кількості населення в 1775—1959 рр. | Динаміка зміни кількості населення в 1775—1959 рр. | Динаміка зміни кількості населення в 1775—1959 рр. | Динаміка зміни кількості населення в 1775—1959 рр. | Динаміка зміни кількості населення в 1775—1959 рр. | Динаміка зміни кількості населення в 1775—1959 рр. |
| 1775                                               | 1795                                               | 1859                                               | 1886                                               | 1908                                               | 1926                                               | 1939                                               | 1953                                               | 1959                                               |
| -------------------------------------------------- | -------------------------------------------------- | -------------------------------------------------- | -------------------------------------------------- | -------------------------------------------------- | -------------------------------------------------- | -------------------------------------------------- | -------------------------------------------------- | -------------------------------------------------- |
| 796                                                | ▲884                                               | ▲1,747                                             | ▲2,534                                             | ▲5,151                                             | ▲11,145                                            | ▲34,211                                            | ▼31,740                                            | ▲40,163                                            |

## Цікаві факти
Володимир Сосюра, який працював у Верхньому в 1909—1911 роках, назвав свій біографічний роман «Третя рота» (1988).

## Персоналії
- Ворошилов Климент Єфремович (1881—1969) — радянський військовий та політичний діяч.